# امین قاسمی پور
امین قاسمی پور (زادهٔ ۳۰ بهمن ۱۳۶۴) کاپیتان اسبق تیم ملی بوکس ایران ، بوکسور ، مشت زن وزن ۶۹ کیلوگرم تیم ملی بوکس بزرگسالان ایران از رشت گیلان می‌باشد. وی همچنین سرپرست هیئت بوکس استان گیلان و سرمربی تیم ملی بوده‌ و در حال حاضر باشگاه خود را دارد.

## حرفه
امین قاسمی پور در مسابقات المپیک تابستانی ۲۰۱۲ لندن حضور داشت.

### مقام‌ها و عناوین کشوری
۵ مدال طلای بزرگسالان کشور در سالهای ۸۳-۸۴-۸۹-۹۲-۹۳
مدال نقره جوانان سال ۸۱ و ۸۲
مدال برنز بزرگسالان سالهای ۸۶ و ۸۷
۴ مدال طلای بین‌المللی آبادان
مدال نقره تورنمنت جام فجر

### مسابقات و مقام‌های برون مرزی
مدال برنز تورنمنت بین‌المللی ارمنستان ۲۰۱۰ پس از شکست حریفان ارمنستانی و بلاروس
حضور در مسابقات جهانی باکو ۲۰۱۱ شکست مقابل قهرمان المپیک و بوکس حرفه ای دنیا ارول اسپنس از آمریکا
مدال برنز آسیایی قزاقستان ۲۰۱۲
کسب سهمیه المپیک ۲۰۱۲ لندن
مدال برنز تورنمنت بین المللی سن پیترزبورگ روسیه ۲۰۱۲ پس از پیروزی مقابل کشور روسیه و مولداوی
حضور در مسابقات قهرمانی آسیایی اردن ۲۰۱۳ شکست مقابل بوکسور ازبک
مدال برنز مسابقات جایزه بزرگ چین (چاینا اوپن بوکسینگ) ۲۰۱۴ پس از پیروزی مقابل حریف انگلستانی و اوکراینی
حضور در المپیک آسیایی اینچون کره جنوبی 2014
حضور در مسابقات قهرمانی آسایی تایلند ۲۰۱۵
حضور در مسابقات لیگ حرفه ای بوکس آیبا APB و انجام سه مسابقه
حضور در مسابقات جهانی باکو ۲۰۱۶ پیروزی مقابل حریفان از کشور شیلی و شکست مقابل جاش کلی قهرمان انگلیسی

### سوابق حضور در تیم ملی
عضو تیم ملی از سال ۸۳ تا ۹۵
از سال ۸۹ عضو ثابت و فیکس وزن ۶۹ کیلوگرم تا سال ۹۵
کاپیتان تیم ملی از سال ۹۲ تا ۹۵

### سوابق مربی گری تیم ملی
مربی تیم ملی در سالهای ۹۶ و ۹۷ و حضور در دو تورنمنت بین‌المللی در کشورهای بلغارستان و قزاقستان و همچنین مربی حال حاضر تیم ملی بوکس بزرگسالان کشور در سال ۱۴۰۲ می‌باشد

### سابقه ریاست و تحصیلات
وی رئیس هیت بوکس استان گیلان از سال ۹۴ تا 98 و تحصیل کرده رشتهٔ تربیت بدنی بوده‌است.